# Alex (Haute-Savoie)
Alex ist eine französische Gemeinde im Département Haute-Savoie in der Region Auvergne-Rhône-Alpes.

## Geographie
Alex liegt auf 592 m, etwa neun Kilometer östlich der Stadt Annecy (Luftlinie). Das ehemalige Bauerndorf erstreckt sich in einem Talkessel des Fier am südlichen Rand der Talniederung beidseits des Dorfbachs Nant d’Alex, in den Bornes-Alpen am Fuß der Dent du Cruet.
Die Fläche des 17,02 km² großen Gemeindegebiets umfasst einen Abschnitt der Bornes-Alpen. Die nördliche Grenze verläuft entlang dem Fier, der hier von Osten nach Westen durch einen Talkessel fließt und danach die Randkette der Bornes-Alpen in der tief eingeschnittenen Klus Défilé de Dingy durchbricht. Das Hauptsiedlungsgebiet bildet die quer zum Tal des Fier verlaufende Senke zwischen dem Fluss und dem Sattel des Col de Bluffy (630 m). Diese Senke wird im Westen vom Kamm des Mont Baret (1243 m) flankiert.
Nach Süden und Südosten erstreckt sich das Gemeindeareal in das stark reliefierte Gebiet des Gebirgsmassivs der Tournette. Der Einzugsbereich des Wildbachs Nant d’Alex gehört zur Gemeinde. Er wird von den markanten Felsspitzen der Dents de Lanfon (1824 m), der Höhe von Larrieux (mit 1850 m die höchste Erhebung von Alex) und der Dent du Cruet (1833 m) gesäumt.
Zu Alex gehören neben dem eigentlichen Ortskern von Dingy auch verschiedene Weilersiedlungen und Gehöfte, darunter:
- Le Pont (560 m) im Talkessel des Fier
- Belossier (625 m) am Ostfuß des Mont Baret
- Villards Dessous (680 m) am Hang oberhalb des Dorfes
- Villards Dessus (750 m) auf einem Geländevorsprung am Nordhang der Dents de Lanfon

Nachbargemeinden von Alex sind Dingy-Saint-Clair im Norden, La Balme-de-Thuy und Thônes im Osten, Talloires, Bluffy und Menthon-Saint-Bernard im Süden sowie Veyrier-du-Lac und Annecy-le-Vieux im Westen.

## Bevölkerung
| Jahr                       | 1962 | 1968 | 1975 | 1982 | 1990 | 1999 | 2006 | 2013 | 2020 |
| Einwohner                  | 261  | 246  | 268  | 429  | 574  | 792  | 930  | 1011 | 1106 |
| Quellen: Cassini und INSEE |      |      |      |      |      |      |      |      |      |

Mit 1125 Einwohnern (Stand 1. Januar 2022) gehört Alex zu den kleinen Gemeinden des Départements Haute-Savoie. Im Verlauf des 19. und 20. Jahrhunderts nahm die Einwohnerzahl aufgrund starker Abwanderung kontinuierlich ab (1861 wurden in Alex noch 803 Einwohner gezählt). Seit Mitte der 1970er Jahre wurde jedoch wieder eine markante Bevölkerungszunahme verzeichnet.

## Sehenswürdigkeiten
Die Pfarrkirche Église de la Nativité (Geburts-Kirche) von Alex wurde im Stil der Neugotik errichtet und zu Beginn der 1990er Jahre einer umfassenden Restauration unterzogen. Das Schloss stammt aus dem 13. Jahrhundert. Es gehörte den Herren von Les Clefs und ab 1383 der Adelsfamilie Arenthon, die es bis wenige Jahre vor der Französischen Revolution innehatte. Heute beherbergt das Schloss eine Stiftung für zeitgenössische Kunst.

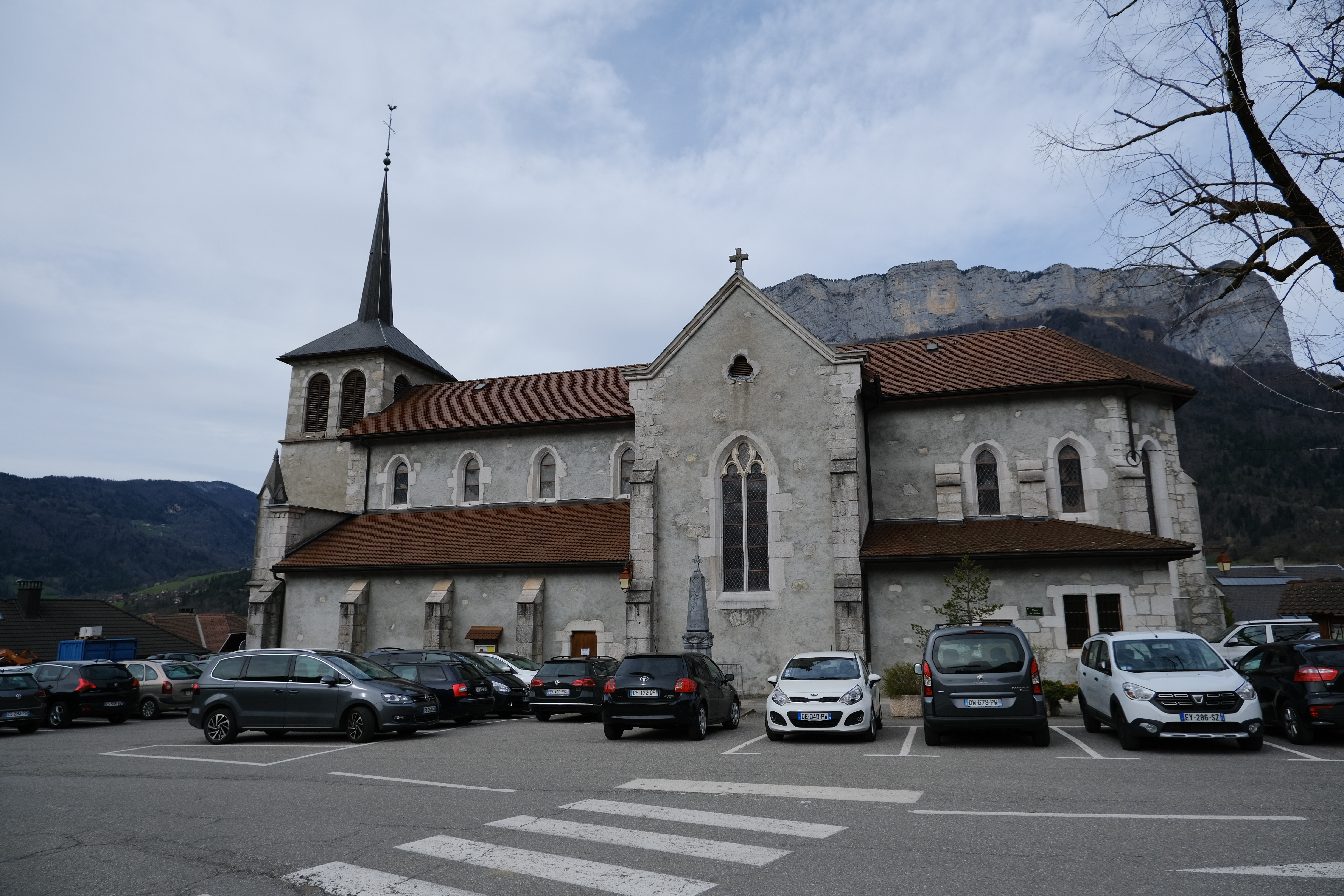
Geburts-Kirche

## Wirtschaft und Infrastruktur
Alex war bis weit ins 20. Jahrhundert hinein ein vorwiegend durch die Landwirtschaft geprägtes Dorf. Heute gibt es verschiedene Betriebe des Klein- und Mittelgewerbes. Im Tal hat sich eine Gewerbezone entwickelt, in der sich unter anderem Betriebe der Holzverarbeitung, der Feinmechanik und ein Sportartikelhersteller niedergelassen haben. Ansonsten hat sich das Dorf zu einer Wohngemeinde entwickelt. Viele Erwerbstätige sind auch Wegpendler, die im Raum Annecy ihrer Arbeit nachgehen.
Die Ortschaft ist verkehrsmäßig recht gut erschlossen. Sie liegt nahe der Departementsstraße D909, die von Annecy nach Thônes führt. Weitere Straßenverbindungen bestehen mit Annecy-le-Vieux und Dingy-Saint-Clair. Der nächste Anschluss an die Autobahn A41 befindet sich in einer Entfernung von rund 15 Kilometern.